# Коркіра (Палополіс)
Коркіра (також Corcyra; грецьке: Κόρκυρα, Коркіра) або Палополіс — давньогрецьке місто на острові Керкіра (Корфу) в Іонічному морі, прилеглому до Епіру. Це була колонія Коринфа, заснована в древній період. За словами Фукідіда, найдавніший зафіксований морський бій відбувся між Коркирою та Коринфом, приблизно за 260 років до його написання — а отже у середині VII століття до нашої ери. Він також пише, що Коркира була однією з трьох великих військово-морських держав у Греції V століття до н. е., поряд з Афінами та Коринфом.
Антагонізм між Коркирою та Корінфом, здається, був давнім. Окрім військово-морської битви про які гадує Фукідід, Геродот записує міф про залучення тирана з Корінфа, Періандра. Періандр відсторонився від молодшого сина Лікофрона, який вважав, що його батько вбив його матір Міліссу. Після цього, він відправив Лікофрона в Коркіру. У старості Періандер послав за сином приїхати і керувати Корінфом, запропонувавши помінятися місцями — він править Коркірою, поки його син правитиме Корінфом. Щоб цього не допустити, коркірейці вбили Лікофрона. У покарання Періандр захопив 300 юнаків Коркири з наміром їх кастрації. Це швидше міф, що пояснює ворожнечу між Корінфом і Коркірою (і виправдовує використання слова «тиран» для періоду правління Перріандера), ніж фактична історична подія.

## Греко-перська війна

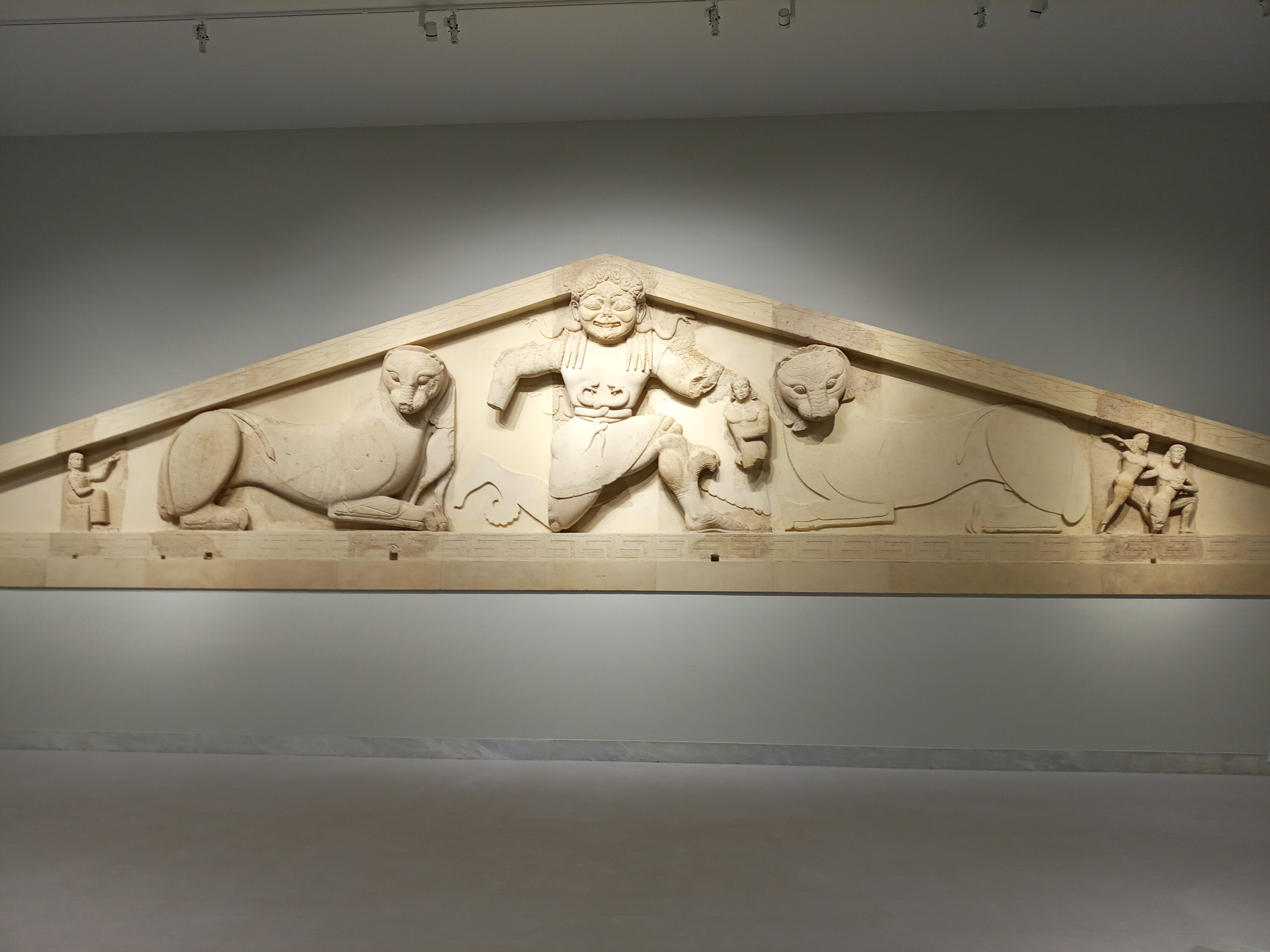
Фронтон Храму Артеміди в Коркірі

Епір

У греко-перській війні 480 р. до н. е. грецькі посланці були відправлені до Коркири з проханням про допомогу. Коркира пообіцяла допомогу і спрямувала шістдесят кораблів, але вони не встигли прибути вчасно до битви при Саламісі. Геродот приписує це бажання серед коркірейців залишатися нейтральними і, таким чином, не підтримувати програшну сторону. Виправданням, що не вдалося вступити в битву, були несприятливі вітри, тоді як Геродот стверджує, що, якби перси перемогли, коркірейці стверджували б, що навмисно уникали битви, тим самим здобувши прихильність під час вторгнення персів.

## Пелопоннеська війна
435 до н. е. спалахнула війна між Коринфом і Керкірою, старими ворогами. Фукідід пояснив конфлікт Коркири з Корінфом щодо їхнього спільного міста Епідамнуса як важливу причину Пелопоннеської війни. Коркіра була нейтральна щодо двох основних держав — Афінського морського союзу та Пелопоннесського союзу, звернувся до Афін, керівника морського союзу, про допомогу проти Корінфа, який належав до Пелопоннеської ліги.
У 427 р. до н. е. під час Пелопоннеської війни в Коркірі відбулася громадянська війна між демократами, які бажали залишатися в союзі з Афінами, і аристократами, які заявляли, що їх поневолено Афінами і бажали укласти союз з Коринтом. Демократи виграли за допомогою афінських кораблів, а згодом убили всіх, кого вони вважали ворогами.

## IV століття до н. е
Близько 375 р. до н. е. пелопоннеський флот під командуванням Мнесиппа атакував Коркіру. Після облоги жителів Коркіри, які голодували були знищені, або проданя як раби.

## Елліністичний період
У Елліністичний період Коркіра кілька разів переходила з рук в руки. У 303 р. до н. е., після марної облоги Кассандра Македонського, острів був ненадовго окупований лакедемонським генералом Клеонімом Спарта, проте повернув свою незалежність. Через три роки Кассандр осадив його знову, але його флот був знищений втручанням Агатокла Сиракузького. Тиран Сіракузи приєднав острів до своєї власності, і в 295 р. до н. е. він запропонував його як придане своїй дочці Ланассі під час її одруження з Пірром, царем Епіру. Коли Ланасса покинула Епірр в 291 р. до н. е., вона намагалася передати Коркіру своєму наступному чоловікові, цареві Деметрію Поліоркету Македонському, але в 274 р. до н. е. син Пірра Птолемей повернув Коркіру своєму батьку.
Коркира залишалася членом Епірського союзу до 255 р. до н. е., коли він здобув незалежність після смерті Александра II, останнього царя Епіру. У 229 р. до н. е., після грецької поразки в морській битві при Паксосі, місто зазнало нетривалої окупації іллірійців під командуванням Димитрія Фароського. Полібій написав про передумови цього інциденту в тому ж році: "Коли наставав сезон плавання, королева Теута вислала флот [піратських] галер, більший ніж будь-коли, проти греків, деякі з яких пливли прямо до Корсіри. … "Ще одна частина флоту, що плив за відсіч Епідамоса, також пішла туди, на жах мешканців, вони вийшли і почали обходити місто … корсирейці … відправили посланців до ахейців і Етолійського союза, благаючи миттєвої допомоги … десять палубних військових кораблів, що належали ахейцям, були укомплектовані … оснащені за кілька днів, відпливли до Корцири в надії зняти облогу ". Однак «Іллірійці дістали підсилення з сімох палубних кораблів від акарнанців», що виплили з острова Паксоса. Вони побили ахейців, захопивши чотири кораблі і потопивши один; решта п'ять втекли назад додому. «Іллірійці, сповнені впевненості у своїх успіхах, продовжували облогу [Корцири] з високою рішучістю … в той час як корцирейці у відчаю від того, що сталося, протримавшись незначний час здались, погодившись отримати гарнізон, а з ним і Димитрія Фароського».
Римська республіка втрутилася майже негайно, відправивши одного з консулів для полегшення стану острова. В кінці Першої Іллірійської війни Коркіра була оголошена вільним містом і перетворена на римський протекторат, фактично втративши незалежність. Близько 189 р. до н. е. ним керував римський префект (імовірно, призначений консулами), а в 148 р. до н.е. він був приєднаний до провінції Македонія.